# Hradec (district de Plzeň-Sud)
Pour les articles homonymes, voir Hradec.
Hradec (en allemand : Hradzen) est une commune du district de Plzeň-Sud, dans la région de Plzeň, en République tchèque. Sa population s'élevait à 591 habitants en 2022.

## Géographie
Hradec est arrosée par la Radbuza et se trouve à 4 km à l'ouest de Stod, à 22 km au sud-ouest de Plzeň et à 107 km à l'ouest-sud-ouest de Prague.
La commune est limitée par Ves Touškov au nord, par Stod à l'est, par Střelice au sud-est et au sud, et par Holýšov et Lisov à l'ouest.

## Histoire
La première mention écrite de la localité date de 1186.

## Transports
Par la route, Hradec se trouve à 6 km de Holýšov, à 25 km de Plzeň et à 118 km de Prague.

## Galerie

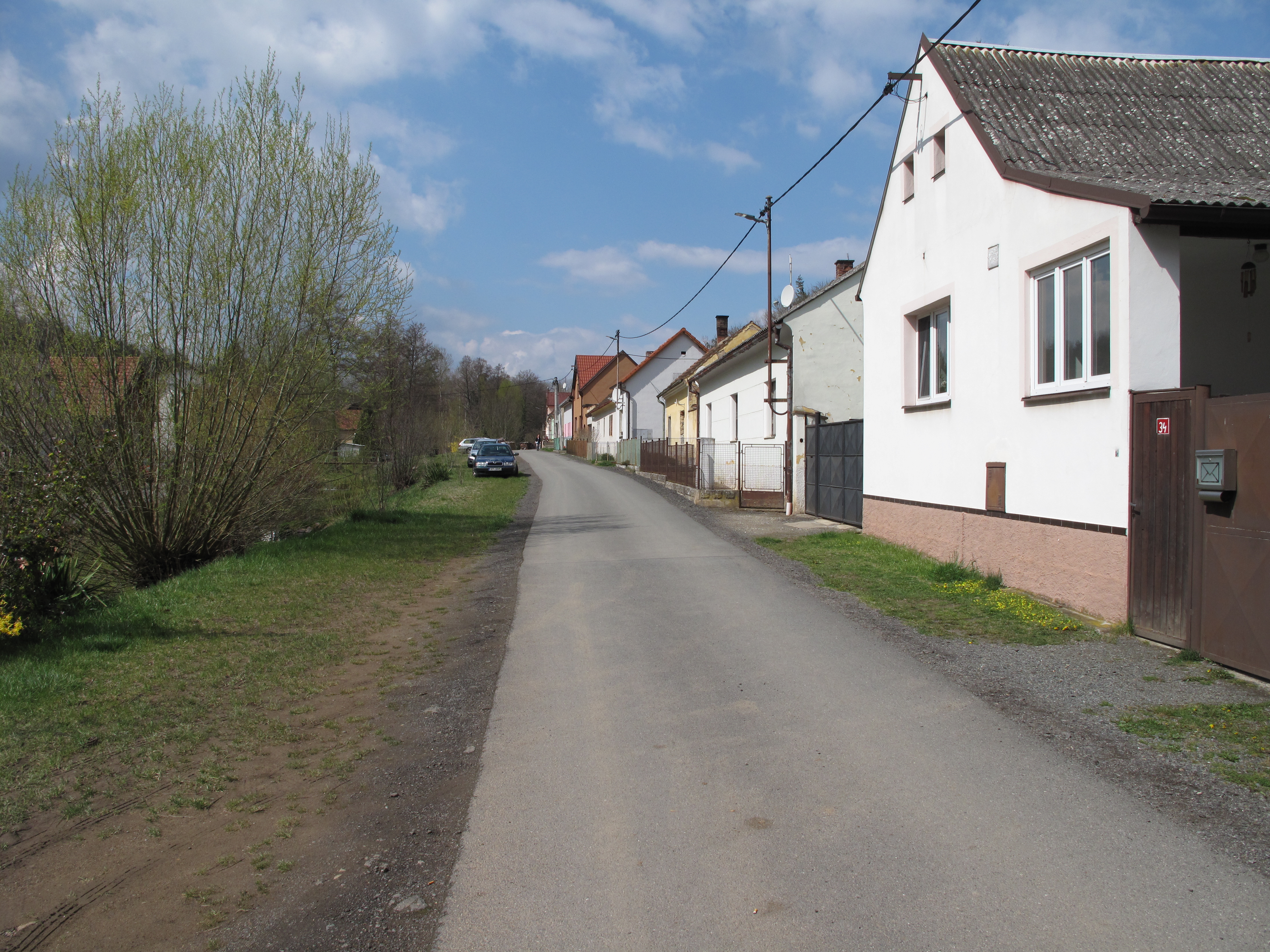
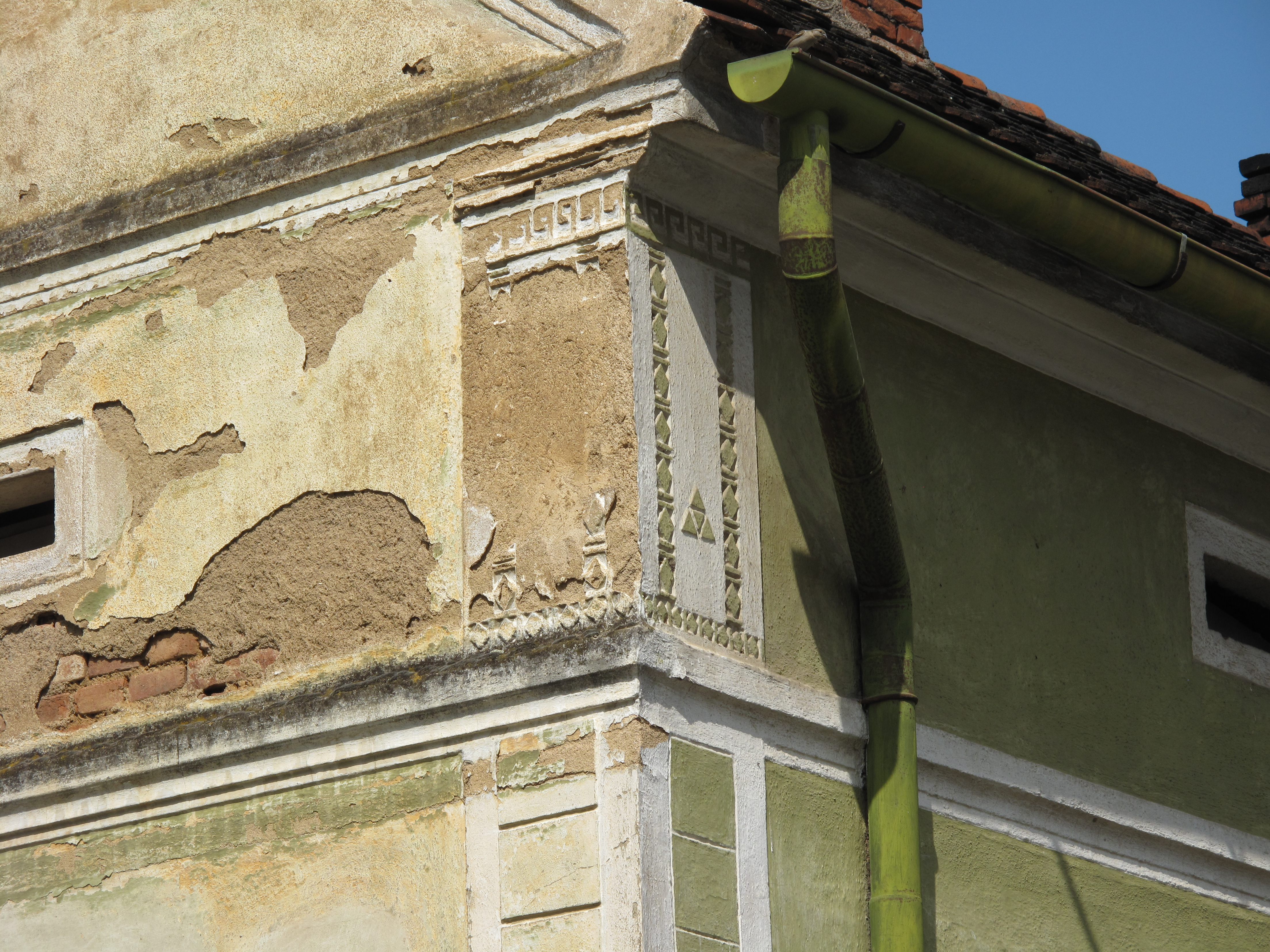
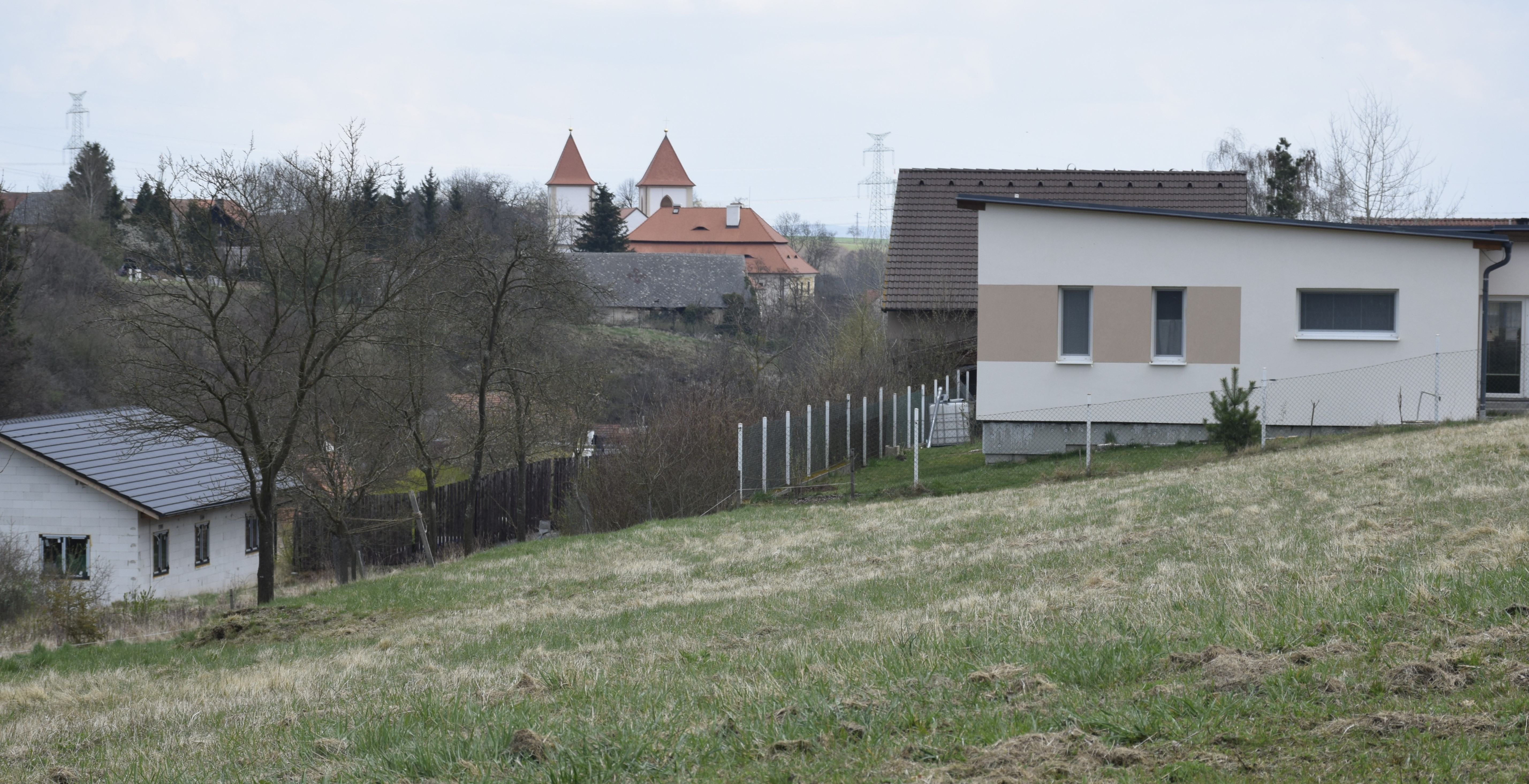